# ویندزور (ماساچوست)
ویندزور، ماساچوست
ویندزور (به انگلیسی: Windsor) شهرکی در شهرستان برکشایر ایالت ماساچوست می‌باشد که در سال ۱۷۷۱ بنیان‌گذاری شده‌است. این شهرک در سرشماری سال ۲۰۱۰ میلادی، ۸۹۹ نفر جمعیت داشته‌است.